# Greatest Hits (Elton-John-Album)
Greatest Hits (englisch für „Größte Hits“) ist das erste Best-of-Album des britischen Sängers Elton John. Es erschien am 8. November 1974 über das Label DJM Records und zählt mit über 24 Millionen verkauften Exemplaren zu den weltweit meistverkauften Musikalben.

## Inhalt
Die auf dem Album enthaltenen Lieder sind Singles, die aus zuvor veröffentlichten Studioalben des Sängers ausgekoppelt wurden. So stammen die Songs Goodbye Yellow Brick Road, Saturday Night’s Alright (for Fighting) und Bennie and the Jets aus Goodbye Yellow Brick Road (1973). Die Stücke Your Song und Border Song wurden dem Album Elton John (1970) entnommen, während Daniel und Crocodile Rock von Don’t Shoot Me I’m Only the Piano Player (1973) stammen. Die Lieder Honky Cat und Rocket Man (I Think It’s Going to Be a Long Long Time) erschienen zuvor auf dem Album Honky Château (1972), wogegen Don’t Let the Sun Go Down on Me auf Caribou (1974) veröffentlicht wurde.
Von den Studioalben Empty Sky (1969), Tumbleweed Connection (1970) und Madman Across the Water (1971) sind dagegen keine Songs enthalten.

## Produktion
Die auf Greatest Hits enthaltenen Lieder wurden von dem britischen Musikproduzenten Gus Dudgeon produziert. Als Autoren der Songs fungierten Elton John und Bernie Taupin.

## Covergestaltung
Das Albumcover zeigt Elton John, der eine große Sonnenbrille mit roten Gläsern trägt und vor einem Flügel sitzt. Er trägt einen weißen Anzug und einen weißen Hut. Am oberen Bildrand befinden sich die weißen Schriftzüge Elton John und Greatest Hits.

## Titelliste
| #     | Titel                                                  | Länge | Album (Jahr)                                    |
| ----- | ------------------------------------------------------ | ----- | ----------------------------------------------- |
| 1     | Your Song                                              | 4:00  | Elton John (1970)                               |
| 2     | Daniel                                                 | 3:53  | Don’t Shoot Me I’m Only the Piano Player (1973) |
| 3     | Honky Cat                                              | 5:12  | Honky Château (1972)                            |
| 4     | Goodbye Yellow Brick Road                              | 3:14  | Goodbye Yellow Brick Road (1973)                |
| 5     | Saturday Night’s Alright (for Fighting)                | 4:55  | Goodbye Yellow Brick Road (1973)                |
| 6     | Rocket Man (I Think It’s Going to Be a Long Long Time) | 4:30  | Honky Château (1972)                            |
| 7 (*) | Bennie and the Jets                                    | 5:10  | Goodbye Yellow Brick Road (1973)                |
| 8     | Don’t Let the Sun Go Down on Me                        | 5:33  | Caribou (1974)                                  |
| 9     | Border Song                                            | 3:19  | Elton John (1970)                               |
| 10    | Crocodile Rock                                         | 3:56  | Don’t Shoot Me I’m Only the Piano Player (1973) |

(*) Auf der UK-Version des Albums ist statt Bennie and the Jets der Song Candle in the Wind enthalten.

## Rezeption
| Professionelle Bewertungen | Professionelle Bewertungen |
| Kritiken                   | Kritiken                   |
| Quelle                     | Bewertung                  |
| -------------------------- | -------------------------- |
| allmusic                   | [ 2 ]                      |

Im Jahr 2003 setzte das Musikmagazin Rolling Stone das Album auf Platz 135 seiner Liste der 500 besten Alben aller Zeiten.

## Kommerzieller Erfolg

### Chartplatzierungen
Greatest Hits erreichte am 30. November 1974 Platz eins der US-amerikanischen Albumcharts, auf dem es sich zehn Wochen lang hielt. Insgesamt konnte es sich 106 Wochen in den Top 200 halten. Auch im Vereinigten Königreich belegte es für elf Wochen die Chartspitze und hielt sich insgesamt 84 Wochen in den Top 100. In Deutschland erreichte es für einen Monat Rang 43. Zudem konnte sich das Album unter anderem in Neuseeland und Norwegen in den Top 10 platzieren. In den US-amerikanischen Jahrescharts 1975 belegte Greatest Hits Position eins und im Vereinigten Königreich Platz sieben.
| ChartsChartplatzierungen       | Höchstplatzierung | Wochen |
| ------------------------------ | ----------------- | ------ |
| Deutschland (GfK)              | 43 (1 Wo.)        | 1      |
| Vereinigte Staaten (Billboard) | 1 (106 Wo.)       | 106    |
| Vereinigtes Königreich (OCC)   | 1 (84 Wo.)        | 84     |

| ChartsJahrescharts (1975)      | Platzierung |
| ------------------------------ | ----------- |
| Vereinigte Staaten (Billboard) | 1           |
| Vereinigtes Königreich (OCC)   | 7           |

### Auszeichnungen für Musikverkäufe
Greatest Hits wurde im Jahr 2016 in den Vereinigten Staaten für mehr als 17 Millionen verkaufte Einheiten mit einer 17-fachen Platin-Schallplatte (entspricht Diamant und sieben Mal Platin) ausgezeichnet. Mit weltweit über 24 Millionen Verkäufen zählt es zu den meistverkauften Musikalben der Geschichte.
| Land/Region                  | Auszeichnungen für Musikverkäufe (Land/Region, Auszeichnung, Verkäufe) | Verkäufe   |
| ---------------------------- | ---------------------------------------------------------------------- | ---------- |
| Frankreich (SNEP)            | Gold                                                                   | 100.000    |
| Japan (RIAJ)                 | Platin                                                                 | 200.000    |
| Kanada (MC)                  | Diamant                                                                | 1.000.000  |
| Vereinigte Staaten (RIAA)    | 17× Platin                                                             | 17.000.000 |
| Vereinigtes Königreich (BPI) | Platin                                                                 | 1.000.000  |
| Insgesamt                    | 1× Gold · 9× Platin · 2× Diamant ·                                     | 19.300.000 |

Hauptartikel: Elton John/Auszeichnungen für Musikverkäufe